# Бахтіярова Юрта
Бахтія́рова Ю́рта (рос. Бахтиярова Юрта) — селище у складі Івдельського міського округу Свердловської області.
Населення — 8 осіб (2010, 12 у 2002).
Національний склад населення станом на 2002 рік: мансі — 100 %.